# Synema pusillum
Synema pusillum är en spindelart som beskrevs av Lodovico di Caporiacco 1955. Synema pusillum ingår i släktet Synema och familjen krabbspindlar.
Artens utbredningsområde är Venezuela. Inga underarter finns listade i Catalogue of Life.